# Ci sarà
«Ci sarà» (с итал. — «Так будет») — песня итальянского дуэта Аль Бано и Ромины Пауэр. Вышла в 1984 году. Песне сопутствовал международный успех, и она и теперь остаётся одним из их наиболее известных хитов.
Дуэт исполнил эту песню на Фестивале в Сан-Ремо 1984 года и победил, собрав более 2 миллионов голосов. Песня стала их вторым хитом номер 1 в Италии и очередным международным хитом. Дуэт также записал испанскую версию этой песни, она называлась «Pasará».

## Видеоклип
Видеоклип к песне был снят как часть вышедшего в 1984 году фильма Champagne in paradiso («Шампанское в раю») режиссёра Альдо Гримальди. В нём Альбано Карризи и Ромина Пауэр поют эту песню на берегу моря и в лесу.

## Список композиций
7-дюймовый сингл
A. «Ci sarà» — 3:30
B. «Quando un amore se ne va» — 3:22
7-дюймовый сингл (Испания)
A. «Pasará» — 3:23
B. «Ángeles» — 3:29

## Чарты
| Чарт (1984)                                       | Наив. поз. |
| ------------------------------------------------- | ---------- |
| Австрия (Ö3 Austria Top 40)                       | 13         |
| Германия (GfK Entertainment)                      | 51         |
| Италия (Federation of the Italian Music Industry) | 1          |
| Швейцария (Swiss Hitparade)                       | 7          |